# Altura (música)
En música, la altura es una de las cuatro cualidades esenciales del sonido, junto con la duración, la intensidad y el timbre. Dicha cualidad determina si un sonido es agudo o grave, la cual dependerá de la frecuencia en que se repita la onda sonora. A mayor repetición de la onda, más agudo será el sonido y a menor repetición, más grave será el mismo. Por esta razón, las notas musicales están determinadas por un número de frecuencia. 
En psicoacústica la altura es un parámetro utilizado para determinar la percepción del tono de un sonido.
La altura de los sonidos depende de la frecuencia de vibración en el cuerpo sonoro. Los sonidos agudos son el resultado de un mayor número de vibraciones con respecto a sonidos graves, cuyo número de variación es menor.
Las ondas sonoras se originan siempre por el movimiento vibratorio de algún cuerpo en contacto con un medio en el cual el sonido es posible, sea la caja de armonía o resonancia de un piano o el diafragma de un tambor. En los instrumentos de viento, el cuerpo vibrante es una columna de aire. La frecuencia se mide en hercios, el número de veces que vibra una onda sonora en un segundo. Cuanto más alta sea la frecuencia de la onda sonora, mayor será la altura del sonido, o sea más agudo.
Existen diversos subcontenidos dentro de altura: las variaciones de ella, continua y gradual, los registros, si es fija o variable, determinada o indeterminada.[cita requerida]
El umbral inferior del oído humano se encuentra entre los 16 y 20 Hz, y el superior entre los 16 000 y 20 000 Hz, según el oído de cada persona. Los sonidos que se encuentran por debajo del umbral inferior o por encima del superior no son registrados por el oído, debido a limitaciones naturales del aparato auditivo humano. Se llaman ultrasonidos a los sonidos que se encuentran por encima del umbral superior, e infrasonidos a los que se encuentran por debajo del umbral inferior. Un coro mixto se mueve entre 82.4 y 1046.5 Hz y un piano de cola entre 27.5 y 4186 Hz (valores referidos a frecuencias fundamentales).